# Dasylophia grenadensis
Dasylophia grenadensis är en fjärilsart som beskrevs av William Schaus 1901. Dasylophia grenadensis ingår i släktet Dasylophia och familjen tandspinnare. Inga underarter finns listade i Catalogue of Life.